# Tetramesa matrana
Tetramesa matrana is een vliesvleugelig insect uit de familie Eurytomidae. De wetenschappelijke naam is voor het eerst geldig gepubliceerd in 1969 door Erdös.